# Neumichtis carnea
Neumichtis carnea là một loài bướm đêm trong họ Noctuidae.